# 成觀光
成觀光（1619年10月8日—17世紀），字賓王，號醇公，河南懷慶府修武縣人，清朝政治人物。

## 生平
崇禎十六年（1643年），河南補行壬午科鄉試，成觀光中舉人。清順治三年（1646年）登進士，先在都察院觀政，後獲授清源知縣，在地方有惠政，陞任刑部主事，死後入祀鄉賢祠。

## 家族
曾祖成環；祖父成甫；父成一𤤆。

## 引用
1. 1 2  乾隆《修武縣志·卷十三》：成觀光，字賓王，少孤事母以孝聞，順治丙戌進士，除清源令有惠政，擢刑部主事，祀鄉賢。
2. 1 2  《順治三年丙戌科進士三代履歷》：成觀光，曾祖環；祖甫；父一𤤆。醇公，易五房，丙申四月二十三日生，修武人，壬午八十三名，會試二百七十五名，三甲一百五十三名，都察院觀政，授山西清源知縣。